# 마르티나 로수치
마르티나 로수치(이탈리아어: Martina Rosucci, 1992년 5월 9일 ~ )는 이탈리아의 여자 축구 선수이다. 포지션은 미드필더이며, 현재 이탈리아 세리에 A 펨미닐레의 유벤투스 소속으로 뛰고 있다.

## 클럽 경력
2008년에 토리노에 입단하면서 세리에 A 펨미닐레 무대에 데뷔했다. 2011년에 브레시아로 이적했으며 2011-12 시즌에서 브레시아의 여자 코파 이탈리아나 우승에 기여했다. 2013-14 시즌에서는 브레시아의 세리에 A 펨미닐레 우승, 여자 수페르코파 이탈리아나 우승에 기여했고 브레시아의 UEFA 여자 챔피언스리그 본선 진출에 기여했다.
2014-15 시즌에서는 브레시아의 여자 코파 이탈리아나 우승, 여자 수페르코파 이탈리아나 우승에 기여했다. 브레시아는 2014-15 UEFA 여자 챔피언스리그 시즌에 참가했으나 올랭피크 리옹과의 32강전에서 패배하면서 탈락했다. 2015-16 시즌에서는 브레시아의 세리에 A 펨미닐레 우승, 여자 코파 이탈리아 우승, 여자 수페르코파 이탈리아나 우승에 기여했다.
2017년에 유벤투스로 이적했으며 2017-18 시즌에서 유벤투스의 세리에 A 펨미닐레 우승에 기여했다. 2018-19 시즌에서는 유벤투스의 세리에 A 펨미닐레 우승, 여자 코파 이탈리아나 우승에 기여했다.

## 국가대표 경력
2008년부터 2013년까지 이탈리아 여자 U-17, U-19, U-20 축구 국가대표팀 선수로 활동했으며 프랑스에서 개최된 2008년 UEFA U-19 여자 축구 선수권 대회에서 이탈리아의 우승에 기여했다. 이탈리아에서 개최된 2011년 UEFA U-19 여자 축구 선수권 대회에서 이탈리아의 준결승전 진출에 기여했다. 일본에서 개최된 2012년 FIFA U-20 여자 월드컵에도 참가했으나 이탈리아는 조별 예선에서 1무 2패를 기록하면서 탈락했다.
2013년 7월 13일에 열린 덴마크와의 UEFA 여자 유로 2013 조별 예선 경기에 처음 출전하면서 이탈리아 여자 축구 국가대표팀 선수로 데뷔했다. 2013년 9월 20일에 열린 에스토니아와의 2015년 FIFA 여자 월드컵 유럽 지역 예선 원정 경기에서 자신의 국가대표팀 첫 골을 기록했다. UEFA 여자 유로 2017, 2019년 FIFA 여자 월드컵에 참가했다.

## 수상

### 클럽
브레시아
- 세리에 A 펨미닐레 2회 우승 (2013-14, 2015-16)
- 여자 코파 이탈리아 3회 우승 (2011-12, 2014-15, 2015-16)
- 여자 수페르코파 이탈리아나 3회 우승 (2013-14, 2014-15, 2015-16)

유벤투스
- 세리에 A 펨미닐레 2회 우승 (2017-18, 2018-19)
- 여자 코파 이탈리아나 1회 우승 (2018-19)

### 국가대표
- 2008년 UEFA U-19 여자 축구 선수권 대회 우승

### 개인
- 2014년 팔로네 아주로(Pallone Azzurro) 최우수 여자 축구 선수 부문 수상